# Gregory Harrison
Gregory Harrison (* 31. Mai 1950 in Avalon, Kalifornien) ist ein US-amerikanischer Schauspieler.

## Leben und Leistungen
Harrison debütierte in Theaterrollen. Im Jahr 1980 gründete er gemeinsam mit Franklin R. Levy die Catalina Production Group Ltd, ein Unternehmen, welches zahlreiche Theaterstücke und Fernsehfilme produzierte. Die von der Catalina Production Group produzierten Theaterstücke erhielten insgesamt über 100 Auszeichnungen.
Harrison spielte in den Jahren 1977 bis 1978 die Rolle von Logan in der Fernsehserie Logan’s Run und 1979 bis 1985 eine der größeren Rollen in der Fernsehserie Trapper John, M.D. Die Hauptrolle des Strippers John Phillips im Filmdrama For Ladies Only (1981) machte Harrison für einige Jahre legendär. Es folgten Hauptrollen in Fernsehfilmen wie Zwei Fäuste für ein Baby (1983), Razorback – Kampfkoloß der Hölle (1984) und Die Verführung (1985). Er spielte in den Jahren 1990 bis 1991 die Hauptrolle in der Fernsehserie Wo brennt's, Daddy? Für seine Rolle in der Serie Falcon Crest wurde er 1991 für den Soap Opera Digest Award nominiert. Im Thriller Caught in the Act (1993) spielte er neben Leslie Hope die Hauptrolle. In den Fernsehfilmen Die Tochter des Präsidenten – In tödlicher Gefahr (1999), First Target – Anschlag auf den Präsidenten (2000) und First Shot (2002) war er in der Rolle des US-Präsidenten Jonathan Hayes neben Mariel Hemingway zu sehen. Es folgten zahlreiche Auftritte vor allem in Serien. Sein Schaffen für Film und Fernsehen umfasst mehr als 110 Produktionen.
Harrison ist seit dem Jahr 1981 mit der Schauspielerin Randi Oakes verheiratet und hat vier Kinder.

## Filmografie (Auswahl)
- 1976: Jim the World’s Greatest
- 1976: M*A*S*H (Fernsehserie, Folge 5x06)
- 1976: Barnaby Jones (Fernsehserie, 1 Folge)
- 1977–1978: Logan’s Run (Fernsehserie, 14 Folgen)
- 1978: Colorado Saga
- 1979–1986: Trapper John, M.D.
- 1980: Enola Gay – Bomber des Todes (Enola Gay: The Men, the Mission, the Atomic Bomb)
- 1981: For Ladies Only
- 1983: Zwei Fäuste für ein Baby (The Fighter)
- 1984: Razorback – Kampfkoloß der Hölle (Razorback)
- 1985: Die Verführung (Seduced)
- 1988: Hot Paint - Eine verdammt heiße Ware (Hot Paint)
- 1988: Red River
- 1989, 1990: Falcon Crest (Fernsehserie, 22 Folgen)
- 1992: Tödliche Erinnerungen (Duplicates)
- 1993: Caught in the Act
- 1994: A Christmas Romance
- 1995: It’s my Party
- 1996: Sommer der Angst (Summer of Fear)
- 1998: Air Bud 2 – Golden Receiver (Air Bud: Golden Receiver)
- 1998, 2002: Ein Hauch von Himmel (Folge 4x18 & 8x22)
- 1999: Die Tochter des Präsidenten: In tödlicher Gefahr (First Daughter)
- 1999: Ein Kindermädchen für Papa (Au Pair)
- 2000: First Target – Anschlag auf den Präsidenten (First Target)
- 2001: Für alle Fälle Amy (Tom Gilette)
- 2001: Au Pair II
- 2002: First Shot – Das Attentat (First Shot)
- 2006: Law & Order: Special Victims Unit
- 2008: One Tree Hill
- 2009: Au Pair 3 – Abenteuer im Paradies (Au Pair 3: Adventure in Paradise)
- 2010: CSI: NY (Fernsehserie, eine Folge)
- 2012: Ringer (Fernsehserie, 5 Folgen)
- 2014: Reckless (Fernsehserie, 13 Folgen)
- 2014: Eine samtige Bescherung (The Nine Lives of Christmas, Fernsehfilm)
- 2015: Castle (Fernsehserie, Folge 7x22 Der Tod kommt live)
- 2015–2016: Rizzoli & Isles (Fernsehserie, 6 Folgen)
- 2017–022: Chesapeake Shores (Fernsehserie)
- 2018: The Middle (Fernsehserie)
- 2019: Chesapeake Shores (Fernsehserie)
- 2020: Vanished – Tage der Angst (The Vanished)
- seit 2020: General Hospital (Fernsehserie)
- 2021–2023: 9-1-1: Notruf L.A. (9-1-1, Fernsehserie)